# NGC 2318
NGC 2318 ist ein Asterismus oder ein offener Sternhaufen im Sternbild Großer Hund südlich des Himmelsäquators.
Das Objekt wurde vom deutsch-britischen Astronomen Wilhelm Herschel am 8. Februar 1785 beobachtet und später vom dänischen Astronomen Johan Dreyer in den NGC aufgenommen.